# Arthur van Dijk
A.Th.H. (Arthur) van Dijk (Dordrecht, 3 februari 1963) is een Nederlands bestuurder en politicus van de VVD. Sinds 1 januari 2019 is hij commissaris van de Koning in de provincie Noord-Holland. Van 1 september 2013 tot 1 januari 2019 was hij voorzitter van Transport en Logistiek Nederland (TLN).

## Loopbaan
Van Dijk studeerde straf- en fiscaalrecht op de Universiteit Leiden. Hij was werkzaam bij de Fiscale inlichtingen- en opsporingsdienst. Van oktober 2003 tot augustus 2013 was hij wethouder in de gemeente Haarlemmermeer. Van 2013 tot en met 2018 was hij algemeen voorzitter van Transport en Logistiek Nederland (TLN).

### Commissaris van de Koning in Noord-Holland
Op 19 november 2018 is Van Dijk door Provinciale Staten van Noord-Holland voorgedragen als commissaris van de Koning in deze provincie als opvolger van Johan Remkes. Op 30 november werd bekend dat de ministerraad de voordracht heeft overgenomen en hem benoemd heeft per 1 januari 2019. Op 5 december 2018 werd Van Dijk hiertoe beëdigd door de koning. Op 7 januari 2019 volgde zijn installatie tijdens een bijzondere vergadering van Provinciale Staten. Per januari 2025 is Van Dijk herbenoemd en beëdigd voor een tweede termijn als commissaris.

### Nevenfuncties
Van Dijk was van 1 april 2018 tot zijn benoeming in Noord-Holland raadslid in de Sociaal-Economische Raad namens VNO-NCW waarvan hij lid was van het algemeen en het dagelijks bestuur.
Naast zijn functie als commissaris van de Koning is Van Dijk voorzitter van het Cultuurfonds Noord-Holland, voorzitter van de Raad van Toezicht van DutchCulture, bestuurslid van de International Road Transport Union (IRU), lid van de Comités van Aanbeveling van Stichting Humaneth Noord-Holland, 700 jaar Dolhuys/Museum Van De Geest, Stichting Prinses Christina Concours, Stichting Miss IQ, de Vereniging Vrienden van de Grote of St-Bavokerk, het Verwey Museum Haarlem, het Noordhollands Jeugdorkest (NHJO), het nieuwe Amsterdam Museum en de Grote Kerk Naarden. En beschermheer van de Historische Vereniging Haerlem, Stichting Meer Jazz, Haarlems Gemengd Koor en Stichting de Vrolijke Noot.

## Persoonlijk
Van Dijk is gehuwd en heeft drie dochters.
- Parlement.com: vktwlds4bvak